# Глатки мишић
Глатко мишићно ткиво (лат. textus muscularis nonstriatus) улази у састав крвних и лимфних судова, органа система за варење, душника, мокраћне бешике, материце, коже, унутрашњих мишића ока итд. Оно је специјализовано за слабе и споре контракције, а инервисано је од стране аутономног нервног система што значи да не ради под утицајем свести и воље. За разлику од скелетног ткива, ови мишићу су способни за дуготрајне контракције и веома тешко се замарају.
Глатке мишићне ћелије су вретенастог облика и имају једно овално једро постављено у средишњем делу саркоплазме. Дужина им се креће од 20 до 500 µm, а дијаметар 2-5 µm. Актински и миозински филаменти су овде другачије организовани, тако да нема попречне испруганости карактеристичне за скелетне мишиће.
Актински филаменти су причвршћени за тзв. густа тела (енгл. dense body), која су локализована уз ћелијску мембрану или су разасута по цитоплазми. Између густих тела суседних ћелија понекад се успостављају интерцелуларни протеински мостови. Међу танким филаментима распоређени су и миозински (дебели), који имају дупло већи дијаметар али их има 15 пута мање од актинских.
Глатки мишићи се могу поделити на: вишејединичне и једнојединичне. Вишејединични мишићи су изграђени од одвојених влакана, која су инервисана посебним нервним завршецима и раде независно једна од других. Једнојединични мишић функционише као целина, односно њега изграђују влакна која се заједно контрахују и која су организована у листове или снопове. Електронским микроскопом је утврђено да мембране ових ћелија приањају једне уз друге и да између њих постоје везе (нексуси), који омогућавају лако преношење потенцијала односно надражаја. Овај тип мишића се стога назива и синцицијални, а такође је у употреби синоним висцерални глатки мишићи јер они граде већину унутрашњих органа.